# Stazione di Settsu-shi
La Stazione di Settsu-shi (摂津市駅?, Settsu-shi-eki) è una stazione ferroviaria delle Ferrovie Hankyū situata a Settsu, nella prefettura di Ōsaka. La stazione, realizzata nel 2010 è fra le più recenti delle ferrovie Hankyū, ed è considerata una stazione ad emissioni zero.

## Linee
- Ferrovie Hankyū
  - ■ Linea principale Hankyū Kyōto